# Antal Forgách
Antal (Anton) Forgách, född 6 mars 1819, död 2 april 1885 i Gács, var en ungersk greve och politiker. Han var far till János Forgách.
Forgách var en av de få ungerska magnater, som under 1848 års händelser tog parti för Österrike, innehade sedermera flera höga österrikiska ämbeten samt återvände 1861 till hemlandet som ungersk hovkansler, på vilken post han utsattes för mycket hat från det nationella partiet. År 1866 blev han ispán (ungefär landshövding) i komitatet Nógrád och invaldes 1869 i ungerska deputeradekammaren.